# 旧纳戈里查内市镇

旧纳戈里查内市镇在北马其顿的位置

旧納戈里查內市镇是北马其顿的一個市镇。該市镇北接塞爾維亞，西毗库马诺沃市镇，南鄰克拉托沃市鎮，東臨蘭科夫采市鎮，總面積433.41平方公里，2002年人口4,840。 

## 外部連結
- 官方网站  （馬其頓文）